# Яйме Мата
Яйме Мата (нід. Jayme Mata, нар. 17 грудня 1982, Ораньєстад, Аруба) — арубський дзюдоїст. Наразі проживає в Нідерландах.

## Кар'єра
Був учасником літніх Олімпійських іграх 2012 року, де брав участь у змаганнях у ваговій категорії до 66 кілограм, програвши у першому ж двобої. 
На наступних літніх Олімпійських іграх 2016 року Мата виграв у ваговій категорії до 66 кілограм свій перший олімпійський матч, перемігши Джо Махіта з Вануату, але програв у наступному раунді Рішоду Собірову з Узбекистану. 